# Márffy Oszkár
Márffy Oszkár (Budapest, 1876. július 19. – Budapest, 1950. április 29.) nyelvész, irodalomtörténész, egyetemi magántanár. Márffy Ödön festő, grafikus és Márffy Károly színigazgató, hangversenyrendező testvére.

## Életútja
Márffy Jakab (Károly) hivatalnok és Scheiber Janka (1849–1928) fia. 1890-ben testvéreivel együtt kikeresztelkedett. Tanulmányait 1892 és 1894 között az esztergomi bencés gimnáziumban végezte, ezt követően a Pázmáneumba járt. A budapesti tudományegyetemen szerezte latin-görög szakos tanári oklevelét. Doktorátusát 1899-ben tette le, ezután 1902-ben a budapesti VII. kerületi István úti általános főgimnáziumban, majd 1918 és 1938 között budapesti Berzsenyi Dániel Gimnáziumban tanított. Ezután nyugdíjba vonult. 1930-31-ben állami ösztöndíjjal járt az olaszországi Milánóban, ahol a Circolo Filologico meghívására előadásokat tartott magyar nyelv és irodalomból. 1931 és 1937 között ugyancsak Milánóban az Universitá Cattolica del Sacro Cuore bölcsészettudományi és irodalmi karán adta elő a magyar nyelv és irodalmat. Magyar lektora volt a torinói egyetemnek, tanított Genovában is. 1937 és 1944 között a Tisza István Tudományegyetemen magántanárként működött a magyar-olasz kulturális kapcsolatok tárgykörében. 1934-től kormányfőtanácsos volt, majd 1938-től tanügyi főtanácsos. Választmányi tagja volt a Korvin Mátyás Irodalmi és Tudományos Egyesületnek. Elhunyt 1950. április 29-én, örök nyugalomra helyezték 1950. május 3-án délután a Farkasréti temetőben a római katolikus anyaszentegyház szertartása szerint.

## Magánélete
Felesége Ocker Teréz (1884–1975) volt, akivel 1905. április 25-én Budapesten, az Erzsébetvárosban kötött házasságot.
Gyermekei
- Márffy Valéria, férjezett dr. Romzay Richárdné
- Márffy Edit, férjezett Weber Gyuláné

## Művei
- Theokritos syntaxisa. Doktori értekezés. Budapest, 1899.
- A 10 é. fasizmus kulturális alkotásai. Budapest, 1932.
- Palpiti del Cuore Magiaro nella sua letteratura. Torino-Palermo, 1933.
- Breve grammatica della lingua Ungherese. Torino, 1934.
- Rendszeres és módszeres ol-m. beszédgyakorlatok. Paolo Calabróval. Budapest, 1939.